# Guillermo Mendizábal
Guillermo "Wendy" Mendizábal Sánchez (ur. 8 października 1954 w mieście Meksyk) – meksykański piłkarz występujący na pozycji środkowego pomocnika, w późniejszym czasie trener. Jego brat, Marco Antonio Mendizábal, również był piłkarzem.

## Kariera klubowa
Mendizábal pochodzi ze stołecznego miasta Meksyk i jest wychowankiem tamtejszego klubu Cruz Azul. Początkowo występował na pozycji środkowego obrońcy, będąc rezerwowym dla Alberto Quintano, lecz później został przekwalifikowany przez trenera Raúla Cárdenasa na środkowego pomocnika i tam pozostał już do końca kariery. W meksykańskiej Primera División zadebiutował w sezonie 1974/1975, natomiast premierowego gola w najwyższej klasie rozgrywkowej strzelił 27 grudnia 1975 w wygranym 3:2 spotkaniu z Laguną. Szybko został podstawowym zawodnikiem drużyny i pierwszy sukces w niej odniósł podczas sezonu 1978/1979, kiedy to zdobył mistrzostwo Meksyku. Sukces ten powtórzył również rok później, w rozgrywkach 1979/1980, także pełniąc rolę kluczowego piłkarza ekipy prowadzonej przez Ignacio Trellesa. W sezonie 1980/1981 wywalczył za to tytuł wicemistrzowski. Ogółem w Cruz Azul spędził dziewięć lat i jest uznawany za legendę klubu.
Latem 1983 Mendizábal przeszedł do zespołu Tecos UAG z siedzibą w mieście Guadalajara. Jego barwy reprezentował przez kolejne dwa sezony, jednak mimo regularnej gry w wyjściowym składzie nie zdołał nawiązać do sukcesów odnoszonych w swoim macierzystym klubie. W późniejszym czasie wyjechał do Hiszpanii, gdzie podpisał umowę z drugoligowym Rayo Vallecano z Madrytu. Spędził tam rok w roli podstawowego gracza, lecz walczył ze swoim zespołem tylko o utrzymanie w Segunda División i szybko powrócił do ojczyzny, zostając piłkarzem Chivas de Guadalajara. Już w pierwszym sezonie w tej ekipie, 1986/1987, zdobył trzeci w swojej karierze tytuł mistrza Meksyku. Początkowo był pewnym punktem drugiej linii Chivas, lecz po kilku sezonach zaczął tracić miejsce w wyjściowej jedenastce, nie odnosił również z klubem kolejnych sukcesów. Karierę zakończył w wieku 37 lat.

## Kariera reprezentacyjna
W reprezentacji Meksyku Mendizábal zadebiutował za kadencji selekcjonera José Antonio Roki, 15 lutego 1978 w wygranym 5:1 meczu towarzyskim z Salwadorem. Premierowego gola w kadrze narodowej strzelił już w kolejnym występie, 4 kwietnia 1978 w wygranym 3:0 sparingu z Bułgarią. W tym samym roku został powołany na Mistrzostwa Świata w Argentynie, gdzie wystąpił we wszystkich trzech meczach swojej drużyny: z Tunezją (1:3), RFN (0:6) i Polską (1:3). Meksykanie po komplecie porażek odpadli jednak z mundialu już w fazie grupowej. Później regularnie grał jeszcze w eliminacjach do Mistrzostw Świata 1982, podczas których wpisał się na listę strzelców w spotkaniu z USA (5:1), natomiast jego kadra nie zdołała się ostatecznie zakwalifikować na rozgrywany na hiszpańskich boiskach światowy czempionat. Swój bilans reprezentacyjny Mendizábal zamknął na 24 rozegranych spotkaniach, w których zdobył trzy bramki.

## Kariera trenerska
Po zakończeniu kariery piłkarskiej Mendizábal został trenerem. Pierwszą samodzielną pracę w tym zawodzie podejmując w połowie 1995 roku w Club León. Drużynę tę prowadził przez kilka kolejnych miesięcy bez większych sukcesów, w 26 spotkaniach zanotował bilans dziewięciu zwycięstw, dziewięciu remisów i ośmiu porażek i w lutym 1996, został zastąpiony przez José Luisa Saldívara. W tym samym roku został szkoleniowcem Tiburones Rojos de Veracruz, jednak odszedł z zespołu po ośmiu meczach, w których zdołał odnieść tylko jedno zwycięstwo. W późniejszym czasie powrócił do swojego macierzystego Cruz Azul, gdzie pełnił rolę dyrektora sportowego, a na ławkę trenerską powrócił w 2003 roku, podpisując umowę z drugoligowym Correcaminos UAT z siedzibą w mieście Ciudad Victoria. Tam nie zanotował jednak żadnego osiągnięcia, a wiosną 2005 był szkoleniowcem innego drugoligowca, Lagartos de Tabasco, w którym również nie odniósł żadnych sukcesów.